# Wereldkampioenschappen waterpolo 2025
De wereldkampioenschappen waterpolo 2025 vinden plaats van 11 tot en met 24 juli 2025 in het OCBC Aquatic Centre van Singapore.

## Gekwalificeerde landenteams
Voor het mannentoernooi en vrouwentoernooi hebben zich 16 landenteams geplaatst.
| Toernooi                          | Data                             | Plaats    | Quota | Gekwalificeerd                  |
| --------------------------------- | -------------------------------- | --------- | ----- | ------------------------------- |
| Gastland                          |                                  |           | 1     | Singapore                       |
| Olympische Spelen 2024            | 28 juli 2024 – 11 augustus 2024  | Parijs    | 3     | Kroatië Servië Verenigde Staten |
| Wereldbeker 2025                  | 18 december 2024 – 13 april 2025 | Chengdu   | 3     | Hongarije Griekenland Spanje    |
| Aziatisch kampioenschap 2025      | 25 februari – 2 maart 2025       | Zhaoqing  | 2     | China Japan                     |
| Pan-Amerikaans kampioenschap 2024 | 20 – 26 november 2024            | Ibagué    | 2     | Brazilië Canada                 |
| Europees kampioenschap 2024       | 4 – 16 januari 2024              | Eindhoven | 3     | Italië Montenegro Roemenië      |
| Afrikaanse selectie               |                                  |           | 1     | Saoedi-Arabië                   |
| Kwalificatietoernooi Oceanië      | 17 – 22 april 2025               | Perth     | 1     | Australië                       |
| Totaal                            |                                  |           | 16    |                                 |

| Toernooi                          | Data                             | Plaats    | Quota | Gekwalificeerd                        |
| --------------------------------- | -------------------------------- | --------- | ----- | ------------------------------------- |
| Gastland                          |                                  |           | 1     | Singapore                             |
| Olympische Spelen 2024            | 27 juli 2024 – 10 augustus 2024  | Parijs    | 3     | Spanje Australië Nederland            |
| Wereldbeker 2025                  | 14 december 2024 – 20 april 2025 | Chengdu   | 3     | Griekenland Hongarije Italië          |
| Aziatisch kampioenschap 2025      | 25 februari – 2 maart 2025       | Zhaoqing  | 2     | China Japan                           |
| Pan-Amerikaans kampioenschap 2024 | 30 oktober – 4 november 2024     | Ibagué    | 2     | Verenigde Staten Argentinië           |
| Europees kampioenschap 2024       | 5 – 13 januari 2024              | Eindhoven | 3     | Frankrijk Verenigd Koninkrijk Kroatië |
| Afrikaanse selectie               |                                  |           | 1     | Zuid-Afrika                           |
| Oceanische selectie               |                                  |           | 1     | Nieuw-Zeeland                         |
| Totaal                            |                                  |           | 16    |                                       |

## Medailles
|                 | Goud        | Zilver    | Brons       |
| --------------- | ----------- | --------- | ----------- |
| Mannen Details  | Spanje      | Hongarije | Griekenland |
| Vrouwen Details | Griekenland | Hongarije | Spanje      |

Klifduiken · Openwaterzwemmen · Schoonspringen · Synchroonzwemmen · Waterpolo · Zwemmen
Belgrado 1973 · 
Cali 1975 · 
West-Berlijn 1978 · 
Guayaquil 1982 · 
Madrid 1986 · 
Perth 1991 · 
Rome 1994 · 
Perth 1998 · 
Fukuoka 2001 · 
Barcelona 2003 · 
Montréal 2005 · 
Melbourne 2007 · 
Rome 2009 · 
Shanghai 2011 · 
Barcelona 2013 · 
Kazan 2015 · 
Boedapest 2017 · 
Gwangju 2019 · 
Boedapest 2022 · 
Fukuoka 2023 · 
Doha 2024 · 
Singapore 2025